# Вальтер Вольфрум
Вальтер Вольфрум (нім. Walter Wolfrum; 23 травня 1923, Кюпс — 26 серпня 2010, Швабах) — німецький льотчик-ас винищувальної авіації, оберлейтенант люфтваффе. Кавалер Лицарського хреста Залізного хреста.

## Біографія
Після закінчення авіаційного училища в січні 1943 року зарахований в 5-у ескадрилью 52-ї винищувальної ескадри. Учасник Німецько-радянської війни. Свою першу перемогу здобув 25 травня 1943 року. 6 вересня 1943 року збив свій 10-й, 11 грудня 1943 року — 20-й, 15 лютого 1944 року — 30-й літак. 26 березня 1944 року записав на свій рахунок 4 літаки, загальна кількість його перемог досягла 51. З 11 травня 1944 року — командир 1-ї ескадрильї своєї ескадри. 20 травня 1944 року збив 6, 30 травня 1944 року — 11, 31 травня 1944 року — 6 радянських літаків. 1 червня 1944 року його загальний рахунок становив 100 збитих літаків. В бою 16 липня 1944 року був атакований 10 радянськими винищувачами, його літак (Bf.109G-6) був підбитий, а сам Вольфрум важко поранений і зміг повернутися на фронт тільки в лютому 1945 року. В квітні 1945 року був важко поранений. В травні 1945 року взятий в полон радянськими військами, але як важко поранений в липні того ж року звільнений. Всього за час бойових дій здійснив 424 бойові вильоти і збив 137 радянських літаків, в тому числі 16 Іл-2. Після війни працював ювеліром. Літав на власному спортивному літаку, учасник змагань із вищого пілотажу.

## Нагороди
- Нагрудний знак пілота (25 лютого 1942)
- Нагрудний знак «За поранення»
  - в чорному (25 лютого 1942)
  - в сріблі (25 квітня 1944)
- Авіаційна планка винищувача в золоті (22 липня 1943)
- Залізний хрест
  - 2-го класу (28 липня 1943)
  - 1-го класу (22 вересня 1943)
- Почесний Кубок Люфтваффе (20 квітня 1944)
- Німецький хрест в золоті (18 травня 1944)
- Лицарський хрест Залізного хреста (27 липня 1944) — за 126 перемог.
- Друге місце в чемпіонаті Німеччини з аеробатики (1961, 1963, 1964 і 1966)
- Перше місце в чемпіонаті Німеччини з аеробатики (1962)